# Gnassingbé Eyadéma
General Gnassingbé Eyadéma, antes llamado Étienne Eyadema (26 de diciembre de 1935 - 5 de febrero de 2005) fue gobernante de Togo desde 1967 hasta su muerte. Participó en dos exitosos golpes de Estado, en enero de 1963 y en enero de 1967. Asumió el poder desde el 14 de abril de 1967 y logró mantenerse en el poder por décadas hasta su defunción, violando el límite de mandatos presidenciales original. Organizó y ganó diversas elecciones entre 1972 y 1998 que son consideradas como libres, pero en muchos aspectos criticables.

## Biografía
Nació en la ciudad de Pya, sirvió en el ejército francés entre 1953 y 1961, en Argelia e Indochina. Al obtener Togo su independencia en 1960, a los veteranos del ejército francés les fue negada su paso al ejército togolés por el primer presidente, Sylvanus Olympio. Eyadéma organizó un exitoso golpe de Estado y se encargó él mismo de matar al presidente, según dijo a una revista francesa. Asumió el cargo de jefe del ejército de un gobierno civil que él mismo designó. En 1967 dio un nuevo golpe de Estado y asumió personalmente el gobierno del país y el ministerio de defensa.
Más adelante, Eyadéma ganó elecciones (cuyos resultados no son disputados) en 1972, 1979 y 1986. Una coalición de partidos políticos intentó sacarlo del poder en 1991, pero utilizó el apoyo de la armada para mantenerse en el poder. Logró nuevamente legitimar su gobierno en 1993, y ganó la reelección en 1998, en el cuadro de una masacre de cientos de opositores al gobierno. Su gobierno es considerado de tipo dictatorial, recurriendo frecuentemente a la tortura y asesinato de opositores.
A finales de 2002, promovió un cambio en la constitución de Togo con el fin de eliminar las limitaciones al número de mandatos de un presidente, para poderse presentar nuevamente en 2003. Ganó las elecciones de 2003. Una segunda modificación permitiría presentarse a su hijo, Faure presentarse el modificar un requisito de edad mínima, preparando así su sucesión.
Eyadéma presidió la Organización de la Unidad Africana entre 2000 y 2001, y sirvió de mediador en el conflicto interno en Costa de Marfil en 2002. 

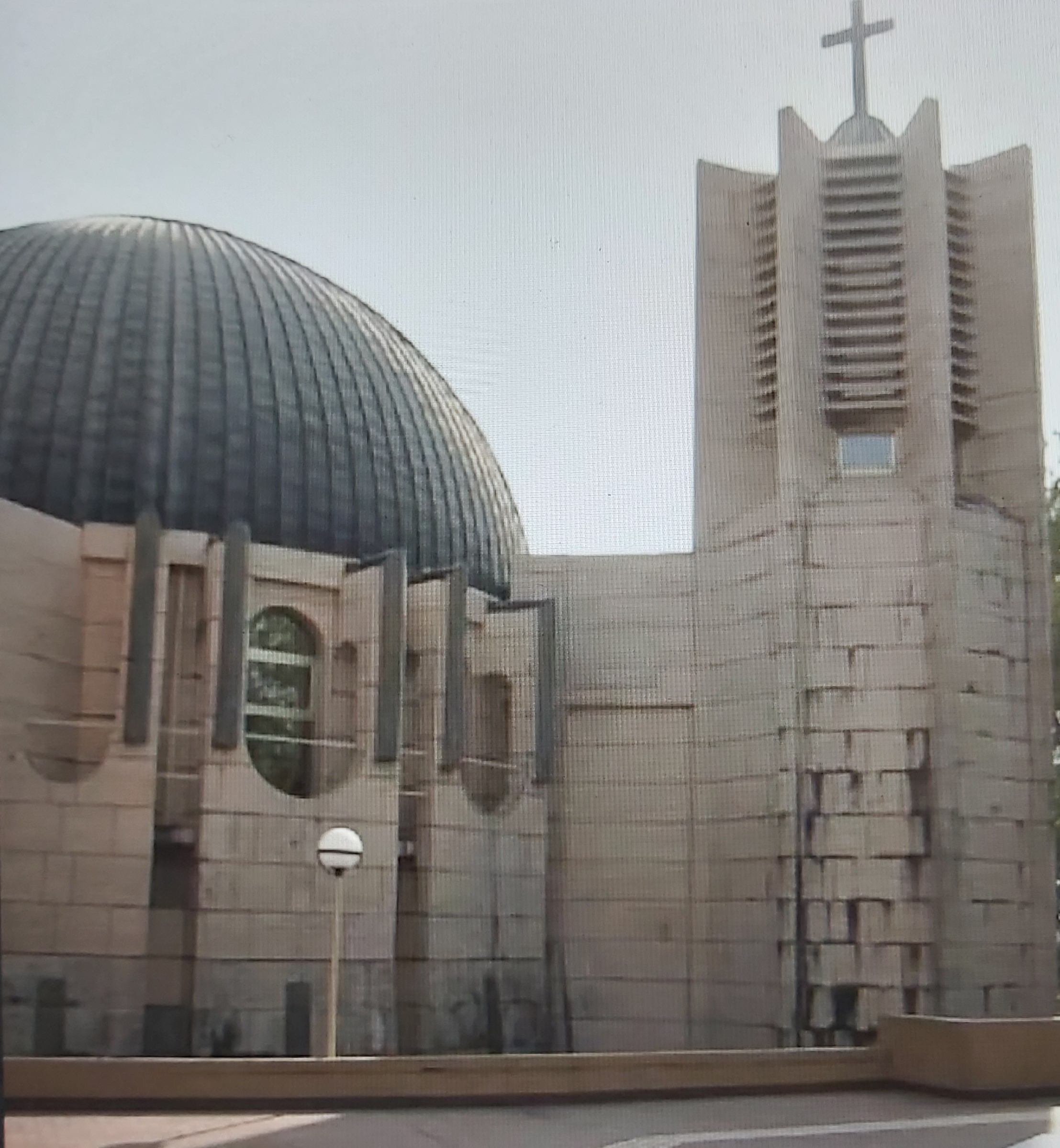
El Mausoleo de Gnassingbé Eyadéma.

El 5 de febrero de 2005, murió de un ataque cardiaco, mientras era transportado al exterior para ser atendido. Eyadéma debía enfrentarse ese mismo año a unas nuevas elecciones. Tras su muerte, los militares designaron a su hijo, Faure Gnassingbé, como presidente, hecho que provocó fuertes protestas. El 24 de abril Faure fue confirmado en su puesto tras las elecciones.